# Love Is All Around
Singles de The Troggs
Hi Hi Hazel
(1967) Little Girl
(1968)
Love Is All Around est une chanson du groupe de rock anglais The Troggs écrite et composée par son chanteur Reg Presley. Extraite de l'album Cellophane, elle est publiée comme single au Royaume-Uni en octobre 1967, atteignant la cinquième place des charts britanniques et la septième place au Billboard Hot 100 aux États-Unis le 18 mai 1968.
Sa reprise par le groupe écossais Wet Wet Wet en 1994, pour la bande originale du film Quatre mariages et un enterrement, connaît un important succès dans le monde.
Une variante parodique, intitulée Christmas Is All Around, a également été créée pour la bande originale du film Love Actually (2003).

## Reprises
La reprise la plus célèbre est celle du groupe Wet Wet Wet en 1994 mais de nombreux autres artistes ont repris Love Is All Around, comme R.E.M. (1991), Kat Onoma (1995) et The Flying Pickets (a cappella en 1998).
La chanson a également été adaptée dans d'autres langues, par exemple par Rob de Nijs en néerlandais (Geschreven in de wind en 1996), Katri Helena en finnois (Miksi et viereeni jää en 2006) ou Lotta Engberg en suédois (Du ger mej av din kärlek).
Il existe aussi une parodie sous forme de chanson de Noël, Christmas Is All Around, interprétée par Billy Mack, le chanteur fictif joué par Bill Nighy dans le film Love Actually (2003).

## Classements hebdomadaires
| Classement (1967-1968)           | Meilleure position |
| -------------------------------- | ------------------ |
| Afrique du Sud (Springbok Radio) | 1                  |
| Allemagne (Media Control AG)     | 15                 |
| Canada (RPM 100 Singles)         | 6                  |
| États-Unis (Billboard Hot 100)   | 7                  |
| Irlande (IRMA)                   | 17                 |
| Pays-Bas (Nederlandse Top 40)    | 19                 |
| Pays-Bas (Single Top 100)        | 17                 |
| Royaume-Uni (UK Singles Chart)   | 5                  |

## Version de Wet Wet Wet
Singles de Wet Wet Wet
Cold Cold Heart
(1993) Julia Says
(1995)
La version de Love Is All Around interprétée par le groupe écossais Wet Wet Wet sort en single le 9 mai 1994. La chanson est extraite de la bande originale du film de Mike Newell Quatre mariages et un enterrement. Elle est ensuite incluse dans l'album du groupe intitulé Picture This, publié en 1995.
C'est un très grand succès international, le morceau se classe no 1 des ventes dans plusieurs pays. Au Royaume-Uni, le succès est considérable. Il reste quinze semaines consécutives en tête du classement des ventes de singles britanniques, ce qui le met au 3e rang des titres restés le plus longtemps no 1. Il se vend à 1 910 000 exemplaires, figurant dans les onze singles les plus vendus de tous les temps dans le pays,. 

### Classements hebdomadaires
| Classement (1994)                      | Meilleure position |
| -------------------------------------- | ------------------ |
| Allemagne (GfK Entertainment)          | 2                  |
| Australie (ARIA)                       | 1                  |
| Autriche (Ö3 Austria Top 40)           | 1                  |
| Belgique (Flandre Ultratop 50 Singles) | 1                  |
| Canada (RPM 100 Singles)               | 17                 |
| Écosse (OCC)                           | 1                  |
| États-Unis (Billboard Hot 100)         | 41                 |
| France (SNEP)                          | 2                  |
| Irlande (IRMA)                         | 2                  |
| Norvège (VG-lista)                     | 1                  |
| Nouvelle-Zélande (RMNZ)                | 1                  |
| Pays-Bas (Nederlandse Top 40)          | 1                  |
| Pays-Bas (Single Top 100)              | 1                  |
| Royaume-Uni (UK Singles Chart)         | 1                  |
| Suède (Sverigetopplistan)              | 1                  |
| Suisse (Schweizer Hitparade)           | 2                  |

### Certifications
| Pays                    | Certification | Unités certifiées |
| ----------------------- | ------------- | ----------------- |
| Allemagne (BVMI)        | Platine       | 500 000           |
| Australie (ARIA)        | 3 × Platine   | 210 000           |
| Autriche (IFPI)         | Platine       | 50 000            |
| Danemark (IFPI)         | Or            | 45 000            |
| Nouvelle-Zélande (RMNZ) | Platine       | 10 000            |
| Pays-Bas (NVPI)         | Or            | 50 000            |
| Royaume-Uni (BPI)       | 3 × Platine   | 1 800 000         |
| Suède (GLF)             | Platine       | 50 000            |